# Chobham
Chobham est une paroisse civile britannique située dans le Surrey Heath, en Angleterre. 
Peuplé de 7 456 habitants en 2018, le village a vu naître le "blindage Chobham".

## Personnalités
- Peter Gabriel (13 février 1950-), auteur-compositeur-interprète y est né.
- Charlotte Jordan (1995-), actrice, y est née.